# Patria Pasi
Il Patria Pasi, precedentemente noto come Sisu Pasi, è un veicolo trasporto truppe 6×6 prodotto dalla finlandese Patria. È stato prodotto da Sisu Auto fino al 1997, quando la sua divisione difesa è stata acquistata dallo Stato e accorpata a Patria; il nome è la contrazione di Panssari-Sisu, che significa "Sisu blindato".

## Storia

### Sviluppo
Il Sisu XA-180 è stato selezionato dal governo finlandese nel 1983 dopo una competizione durata un anno per individuare un veicolo trasporto truppe con cui sostituire i BTR-60P. La produzione di serie è iniziata nel 1984 e nello stesso anno i primi esemplari sono stati consegnati all'esercito finlandese. La corazzatura del Pasi è realizzata in acciaio ed è spessa 10 mm e il fondo è progettato per resistere a mine. L'XA-180 è stato aggiornato all'inizio degli anni '90 producendo a partire dal 1994 la versione XA-185 caratterizzata da un motore da 185 kW in sostituzione del motore da 176 kW installato sull'XA-180. Sempre negli anni '90 sono state sviluppate tre versioni caratterizzate da un miglioramento della corazzatura e dalla mancanza di capacità anfibie, che invece gli XA-180 e XA-185 posseggono: l'XA-186, che è stato prodotto in 22 esemplari tra il 1994 e il 1996 per la Norvegia, l'XA-188, che è stato prodotto in 90 esemplari per i Paesi Bassi, e l'XA-203. I primi XA-180 erano disarmati, ma successivamente vennero dotati di una NSV da 12,7 mm.

### Impiego operativo

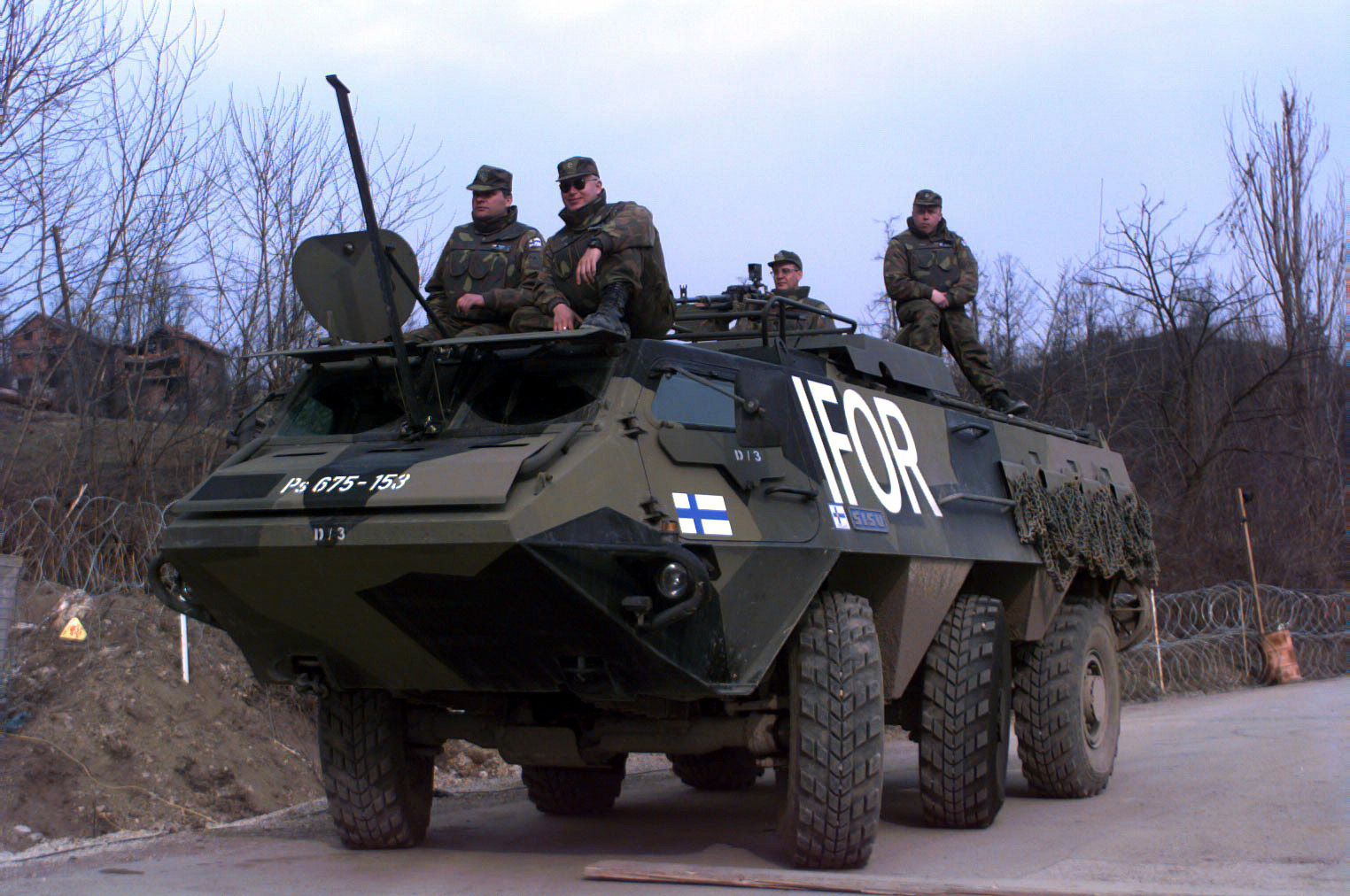
XA-180 finlandese nei pressi di Doboj nel 1996

Nel gennaio 1988 la Svezia ordinò 4 XA-180 armati con una Browning M2 da impiegare in Libano che vennero consegnati tra aprile e maggio dello stesso anno inizialmente armati con una mitragliatrice ksp 58. Ulteriori XA-180 sono stati acquistati per essere impiegati nella UNPROFOR in Bosnia e nella UNPREDEP in Macedonia. Dei 70 XA-180 in servizio con l'esercito svedese nel 2003, 26 erano in leasing dalla Finlandia. Nel 2000 sono stati acquistati 104 XA-203 seguiti da altri 63 esemplari e 2 XA-202 nel 2004. La Svezia impiega gli XA-203 in due diverse versioni: la Patgb 203A è armata, ad eccezione delle ambulanze, con un cannone Autokanon m/47D da 20 mm mentre la Patgb 203B è armata con una torretta Protector con una mitragliatrice ksp 88, una ksp 58 o un lanciagranate grsp 92 da 40 mm.
I Paesi Bassi ricevuto 24 XA-188 nel 1998 e i restanti 66 nel 1999 e li hanno utilizzati nella 11ª brigata aerotrasportata in Iraq e Afghanistan in aree a bassa intensità di combattimento come veicolo per missioni di peacekeeping; nel 2010 81 dei 90 XA-188 acquistati sono stati venduti all'Estonia, che aveva già acquistato 60 XA-180 di seconda mano dalla Finlandia nel 2004. Nel 2018 l'Estonia, in concomitanza con l'inizio delle proprie operazioni nell'Operazione Barkhane, ha inviato 5 XA-188 in Mali.
Complessivamente il Pasi ha prestato servizio in Afghanistan, Iraq, Bosnia, Etiopia ed Eritrea, alture del Golan, Kosovo, Macedonia, Namibia, Somalia e Mali.

## Varianti
- XA-180: versione originale con capacità anfibia in grado di trasportare fino a 16 soldati
  - XA-181: versione modificata per ospitare un sistema antiaereo Crotale
  - XA-180EST: aggiornamento dell'XA-180 prodotto per l'Estonia con nuovi apparati radio e una Browning M2 al posto della NSVXA-180EST in Afghanistan nel 2008

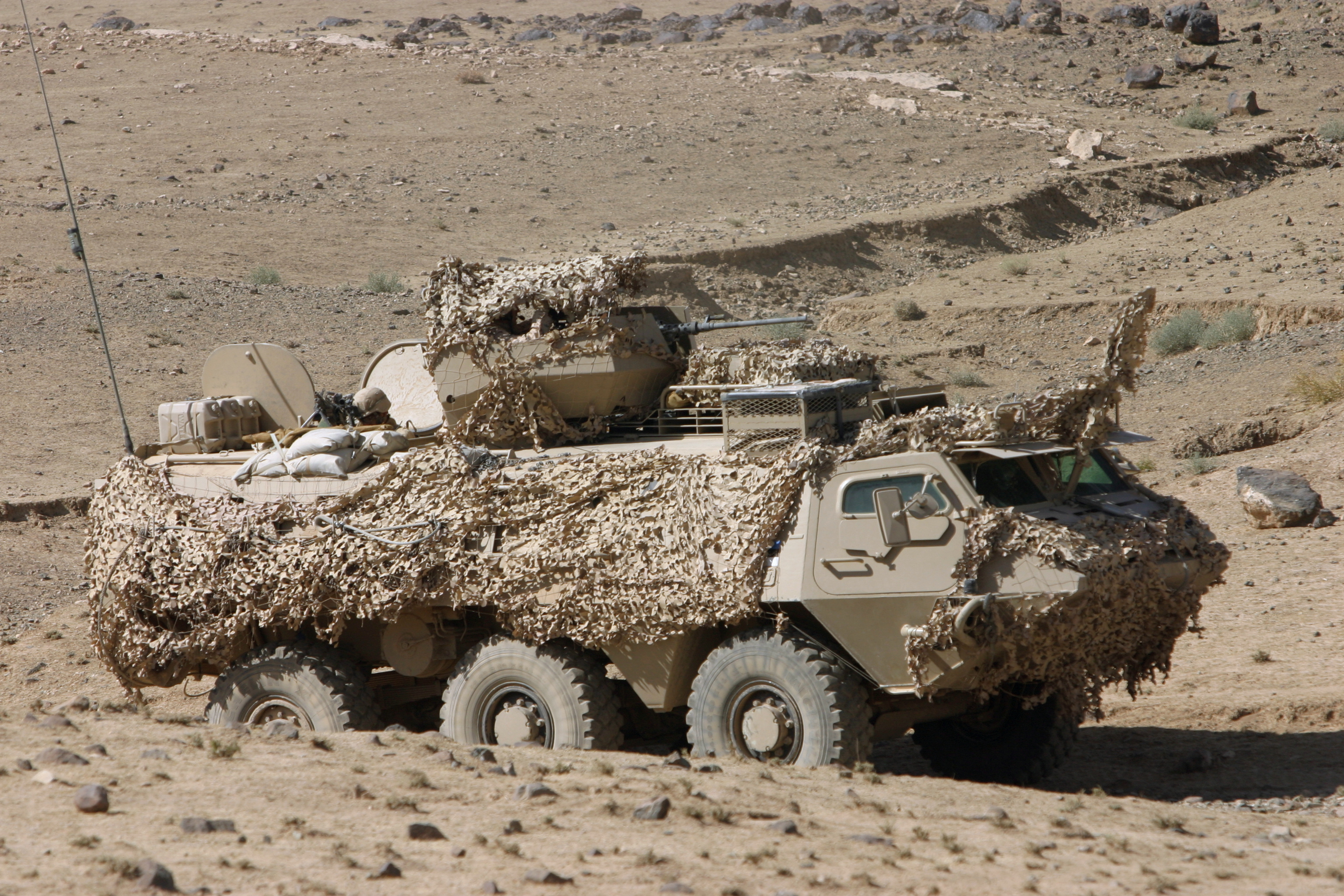
XA-180EST in Afghanistan nel 2008

- XA-185: versione aggiornata dell'XA-180 con motore più potente, nuova trasmissione e capacità di trasporto di 18 soldati
  - XA-185ST: versione con protezione NBCR per operazioni in aree contaminate[12]
- XA-186: versione per l'esercito norvegese con corazzatura migliorata, senza capacità anfibia e dotata di una torretta Thales con una M2 da 12,7 mm[13]
- XA-188: versione per l'esercito olandese basata sull'XA-180 che può essere dotato di corazzatura aggiuntiva rivettata[14]
- XA-202: versione veicolo di comando e di comunicazione con corazzatura aumentata
- XA-203: versione APC con corazzatura aumentata e diversi armamenti disponibili[15]

## Utilizzatori

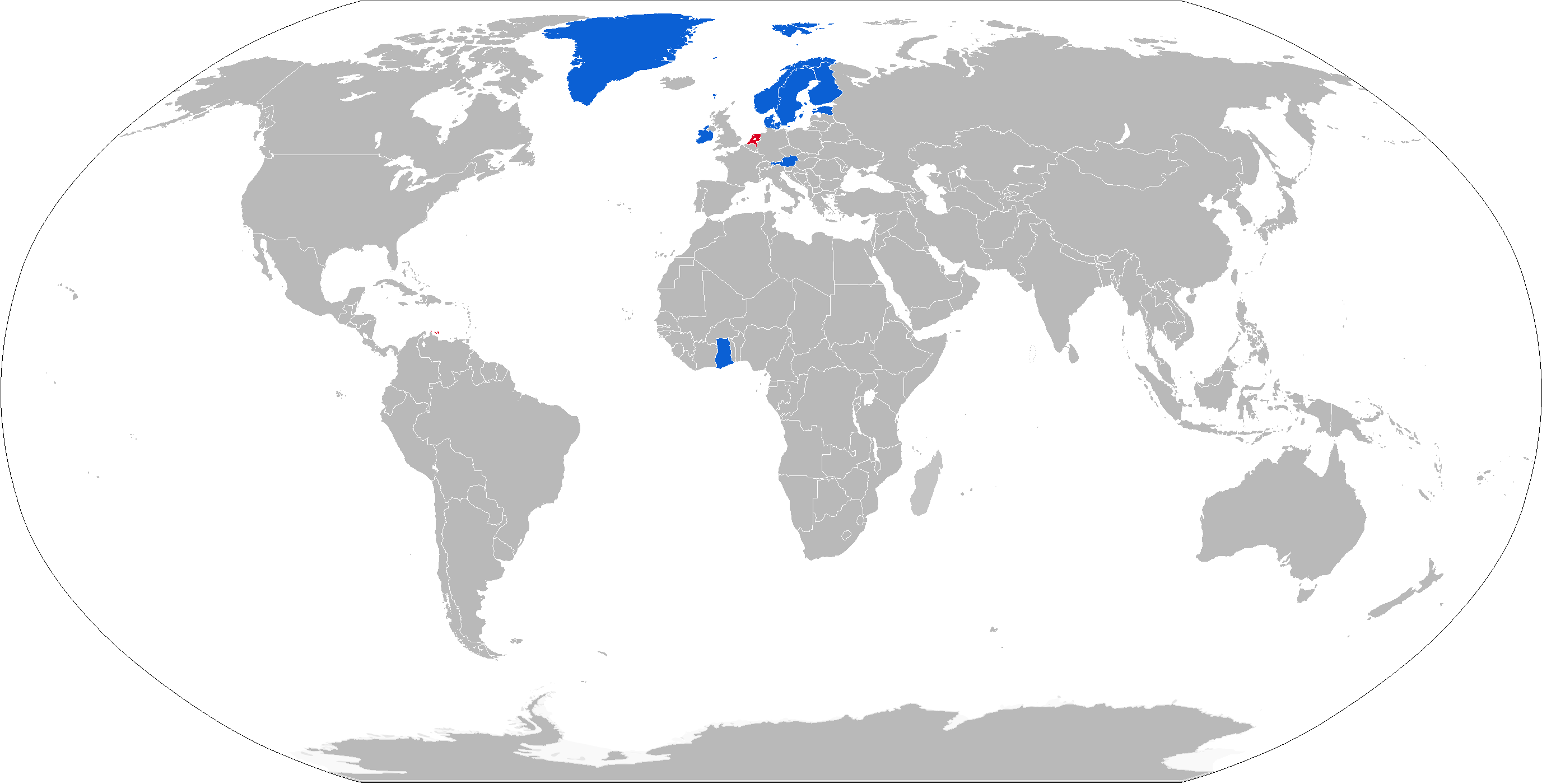
Utilizzatori del Patria Pasi

Estonia
- Eesti maavägi

56 XA-180EST in servizio su 60 acquistati dalla Finlandia nel 2004 e 81 XA-188 acquistati nel 2011 dai Paesi Bassi.
 Finlandia
- Suomen maavoimat

Al 2021 ha in servizio 476 tra XA-180 e XA-185, 111 XA-202, 48 XA-203 e 20 XA-181.
 Norvegia
- Kongelige Norske Hæren

75 tra XA-185, XA-186, XA-202 e XA-203 in servizio nel 2021.
 Organizzazione delle Nazioni Unite
 Svezia
- Esercito svedese

34 XA-180, 20 XA-202 e 148 XA-203 in servizio nel 2021.
 Ucraina
- Forze terrestri ucraine

Numero ignoto di XA-185 donati dalla Finlandia in seguito all'invasione russa.

### Utilizzatori passati
Austria
- Bundesheer

3 XA-180 forniti dall'ONU al contingente austriaco dell'UNDOF nel 1993 e altri 20 forniti nel 2004.
 Danimarca
- Hæren

11 XA-185 presi in leasing dalla Finlandia nel 2001 per essere impiegati con le Nazioni Unite.
 Irlanda
- Irish Army

10 XA-180 forniti dall'ONU al contingente irlandese dell'UNIFIL nel 1989, altri 2 acquistati nel 1991 e impiegati prima per la familiarizzazione con gli XA-180 già in servizio e poi in Somalia.
 Paesi Bassi
- Koninklijke Landmacht

70 XA-188 consegnati tra il 1998 e il 1999 e ritirati entro il 2020.
- Korps Mariniers

20 XA-188 consegnati tra il 1998 e il 1999.